# Rivarone
Rivarone, (Rivaròn en piemontès) és un municipi situat al territori de la província d'Alessandria, a la regió del Piemont (Itàlia).
Limita amb els municipis d'Alluvioni Cambiò, Bassignana, Montecastello i Piovera.